# João Alberto Ferreira
João Alberto Ferreira é um  surdo português.

## Vida e obra
Nascido em Lisboa, Portugal, em 1955, João é um dos mais populares surdos, em Portugal.
Em 1981, junto com José Bettencourt, fez a sua formação em ensino e investigação das línguas gestuais, na Universidade Gallaudet, o que possibilitou que se tornasse um dos precursores do ensino da LGP a ouvintes, integrando o primeiro dicionário de LGP, "Mãos que falam". Participou ainda no dicionário escolar "+LGP a Casa, o Corpo e o Mundo".
É o presidente da Associação Portuguesa de Surdos que mais mandatos possui.